# Geisterjagd

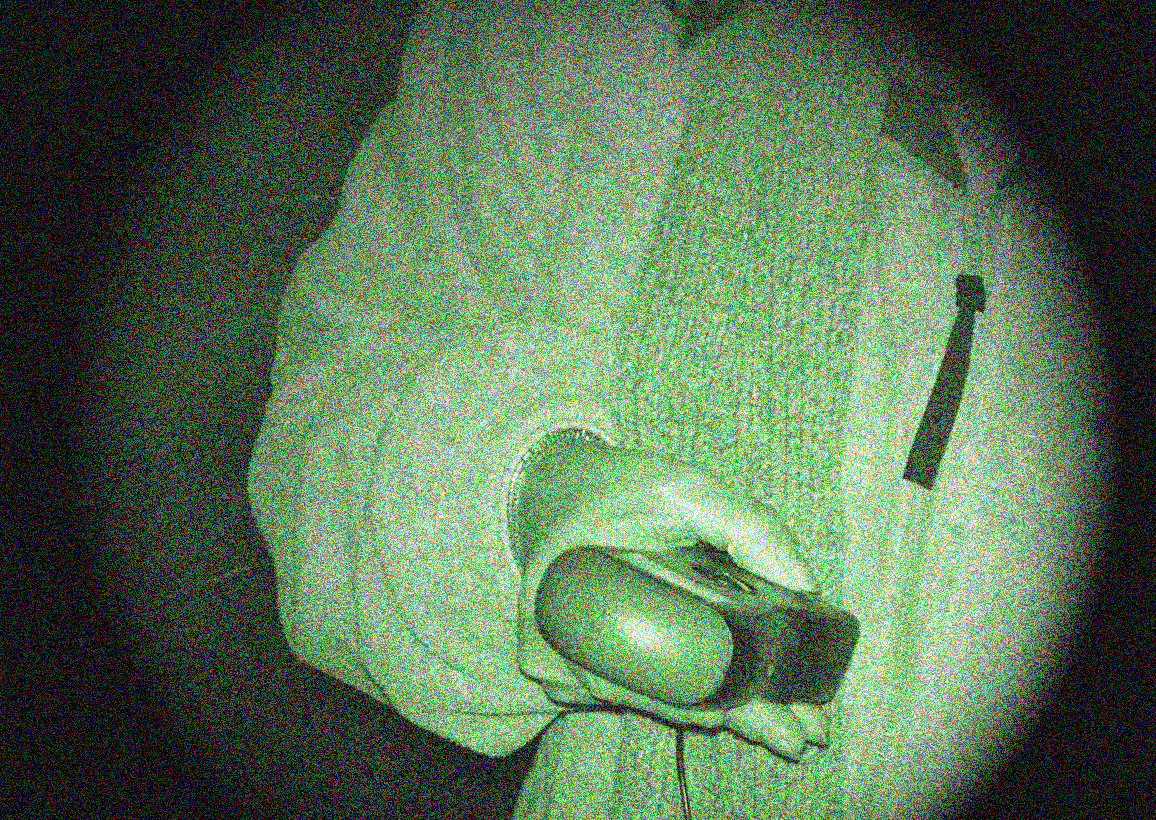
Geisterjagd

Als Geisterjagd bezeichnet man die Untersuchung einer Örtlichkeit zum Zwecke des Nachweises paranormaler Aktivität.
Typischerweise wird in kleinen Geisterjägergruppen versucht, Hinweise auf paranormale Aktivitäten zu sammeln. Geisterjäger sammeln Daten mit wissenschaftlichen Methoden, indem sie verschiedene Ausrüstungsgegenstände wie Videokameras, Fotoapparate, Audiorekorder und diverse Messgeräte wie Magnetometer, Geigerzähler und Thermometer einsetzen.
Der Begriff Paranormale Untersuchung wurde 1977 von Walter von Lucadou und Klaus Kornwachs in ihrem Aufsatz Beitrag zur systemtheoretischen Untersuchung paranormaler Phänomene geprägt.
Kritiker der Geisterjagd bemängeln häufig, dass kaum wissenschaftlich überprüfbare und reproduzierbare Beweise für die Existenz von Geistern gesammelt würden, obwohl dieses Thema die Menschheit seit Jahrhunderten beschäftige.

## Ursprung und Entstehungsgeschichte
Von Plinius dem Jüngeren ist die erste Untersuchung (100 n. Chr.) überliefert, die man als Paranormale Untersuchung oder Geisterjagd beschreiben könnte. Er beschreibt die Untersuchung eines Spukhauses im antiken Athen durch den Philosophen Athenodoros Kananites.
1862 wurde in London der Ghost Club gegründet, der als die erste Institution gilt, die paranormale Phänomene untersuchte. Berühmte Mitglieder waren unter anderem Charles Dickens, Sir William Crookes, Sir William F. Barrett und Harry Price.
Zwischen 1880 und 1890 schlug der Philosoph und Begründer der American Psychological Association William James vor, wissenschaftliche Methoden zur Erforschung paranormaler Fragestellungen einzusetzen. Er fand Verbündete in England wie beispielsweise Alfred Russel Wallace, den Philosophen Henry Sidgwick und Edmund Gurney. Gemeinsam gründeten sie die Society for Psychical Research, um Beweise für Erscheinungen, Spuk und ähnliche Phänomene zu finden. Die Mitglieder der Society sammelten Fallstudien, beobachteten Seancen, entwarfen Tests zur Überprüfung von Wahrsagern und führten den Census of Hallucinations ein, eine Statistik, in der die Anzahl der geisterhaften Erscheinungen von Personen am Tage ihres Todes gezählt wurden.
Ähnliche Untersuchungen wurden von Harry Price mit dem Londoner Laboratory of Psychical Research ab 1920 durchgeführt, die 1950 und 1960 durch die Amerikaner Hans Holzer und Ed und Lorraine Warren fortgesetzt wurden.
In Deutschland versuchte unter anderem Johann Wolfgang von Goethe, sich von der Existenz von Geistern und Spuk zu überzeugen, und er verarbeitete seine Erlebnisse im Faust (4160f.) in der Walpurgisnacht: „Das Teufelspack, es fragt nach keiner Regel. Wir sind so klug, und dennoch spukt’s in Tegel.“
Wissenschaftliches Interesse erregte die umfangreiche Fallsammlung von Fanny Moser, die sie dem Institut für Grenzgebiete der Psychologie und Psychohygiene (IGPP) in Freiburg unter Hans Bender hinterließ.
Bundesweite Schlagzeilen machte 1983 die Geisterjagd in einer Zahnarztpraxis. Mehrere Monate wurde nach dem Chopper-Geist gefahndet.
Aktuell ist der deutsche Parapsychologe Walter von Lucadou als Geisterjäger tätig.

## Aktuelle Entwicklung
Durch das Internet und Filme wie Das Spukhaus und Reality-TV-Shows wie Ghost Hunters und Most Haunted ist derzeit ein Boom auf dem Gebiet der Geisterjagd zu verzeichnen. Weltweit agieren Teams von Enthusiasten und Hobbyforschern, die in ihrer Freizeit Spukgerüchten nachgehen und ihre Dienste Betroffenen anbieten.

## Geräte und Methoden
Geisterjäger verwenden verschiedene Techniken und Werkzeuge, um angebliche paranormale Aktivitäten zu untersuchen. Zwar gibt es unter den Geisterjägern keine allgemeine Akzeptanz der folgenden Methoden, doch werden einige von ihnen häufig von Geisterjagdgruppen verwendet.
- Foto und Video: Verwendung von digitalen Kameras, Nachtsichtgeräten, Infrarotkameras und sogar Einwegkameras zum Entdecken von etwaigen Bild- und/oder Tonstörungen.
- EMF-Messgerät: Zur Erkennung möglicherweise unerklärlicher Schwankungen elektromagnetischer Felder.
- Tablet-PC: Zur Aufzeichnung von Daten, Audio, Video und sogar Umgebungsschwankungen wie elektromagnetischen Feldern.
- Umgebungstemperaturmessung: Mit Thermografiekameras, Wärmebildkameras, Infrarotthermometern und anderen Infrarottemperatursensoren. Alle diese Methoden messen nur die Oberflächentemperatur und nicht die Umgebungstemperatur.
- Digitale und analoge Audioaufzeichnung: Erfassen von unerklärlichen Geräuschen und elektronischen Stimmphänomenen (EVPs), die als körperlose Stimmen interpretiert werden können.
- Kompass: Einige Geisterjäger verwenden einen Kompass, um die Position von paranormalen Stellen zu bestimmen, ähnlich wie bei EMFs.
- Geigerzähler: Zur Messung von Strahlungsschwankungen.
- Infrarot- und/oder Ultraschall-Bewegungssensoren: Erkennen möglicher anomaler Bewegungen in einem bestimmten Bereich oder zur Unterstützung einer kontrollierten Umgebung, in der eine menschliche Bewegung erkannt wird.
- Ausrüstung zur Überwachung der Luftqualität: Beurteilung der Konzentrationen von Gasen wie Kohlenmonoxid, von denen angenommen wird, dass sie zu Berichten über paranormale Aktivitäten beitragen.
- Infraschallüberwachungsausrüstung: Zur Beurteilung des Geräuschpegels.
- Wünschelruten: Meist aus Messing gefertigt und L-förmig gebogen.
- Wahrsager, Medien oder Hellseher: Trance-Medien oder „sensible“ Personen, von denen man annimmt, dass sie die Fähigkeit haben, sich mit spirituellen Wesen zu identifizieren und Kontakt mit ihnen aufzunehmen.
- Dämonologen, Exorzisten und Geistliche: Personen, die Gebete sagen, Segnungen geben oder Rituale durchführen, um angebliche Geister, Dämonen, Poltergeister oder „negative Energie“ zu reinigen.
- Licht aus: Laut den Webseiten der Geisterjagd-Enthusiasten ziehen es viele Geisterjäger vor, ihre Ermittlungen während der „spitzen“ Abendstunden (Mitternacht bis 4 Uhr) durchzuführen.
- Ghostbox: Ein elektronisches Gerät, von dem einige Geisterjäger behaupten, dass es mit Geistern kommunizieren kann.
- Interviews: Sammeln von Zeugenaussagen und Berichten über angebliche Verfolgungsjagden.
- Historische Forschung: Erforschung der Geschichte des untersuchten Ortes.
- Ein Ouija-Brett, um mit Geistern zu kommunizieren.
- Laut einem psychischen Medium deutet man an, dass „Hunde, die an bestimmten Stellen auf einem Grundstück knurren und bellen“ und Katzen, die in einen bestimmten Bereich ziehen oder suchen, als ob jemand anwesend wäre, auf einen Spuk hindeuten.

## Kritik
Da sehr viele Enthusiasten und selbsternannte Medien als Geisterjäger auftreten, die ihre Untersuchungsergebnisse auf einschlägigen Webseiten veröffentlichen, bemängeln Kritiker, dass viele als Beweise angeführten Daten durch unsachgemäßen oder zweckfremden Einsatz der Messgeräte und durch falsche Interpretation der Ergebnisse hinfällig seien. Außerdem steht zu befürchten, dass Mitglieder von Geisterjäger-Gruppen sich qualifizierter darstellen als sie sind.
Kritiker wie John Potts empfehlen, in der Fachwelt die Ergebnisse der Amateur-Gruppen nicht ernstzunehmen, da diese eine Beweisführung auf Basis nicht bewiesener Annahmen versuchen, was jeder wissenschaftlichen Grundlage entbehrt.